# Joan Josep Isern
Joan Josep Isern (Barcelona, 19 de març de 1950), és un crític literari, escriptor, professor català i titulat en arquitectura tècnica. Durant 2021 és el comissari de l'Any Joan Triadú.

## Biografia
Va iniciar les seves crítiques al Diari de Barcelona (1983-1984). Des de llavors, ha treballat per a diverses publicacions, entre els quals destaquen el diari Avui, on hi va col·laborar entre 1989 i 2009, o la revista Qué leer, on entre 2001 i 2009 fou responsable de la secció de literatura catalana. També publica habitualment a les revistes Enderrock, Serra d'Or i a Vilaweb. Més esporàdicament també ha publicat al diari Ara i a les revistes Quimera, Canigó, Cavall Fort, Saba Poètica, Reduccions, Catalan Writing, Revista de Catalunya, Urc i Trencaclosques, entre d'altres, i per diversos mitjans digitals com Paper de Vidre o Núvol.
És fundador i membre dels Consells de Redacció de les revistes Cultura, editada pel Departament de Cultura de la Generalitat de Catalunya entre 1989 i 1996, i Literatures, editada per l'Associació d'Escriptors en Llengua Catalana entre 2003 i 2006. Ha sigut membre de la Junta de Govern de la Institució de les Lletres Catalanes entre 2000 i 2013. També ha format part del jurat de diversos premis literaris, entre els quals destaquen el Premi Sant Jordi de novel·la, el Premi Joanot Martorell de Gandia, els Premis Ciutat de Barcelona, entre molts d'altres.
Com a professor, ha donat classes de crítica literària des de 1995, primerament a l'Aula de Lletres i després a l'Escola d'Escriptura de l'Ateneu Barcelonès, de la qual és membre fundador.

## Publicacions
- 25 anys de Festes Fabra (Proa, 1996), escrit conjuntament amb Susanna Àlvarez i Rodolès[7][8]
- 40 anys de Premis Recull (Proa, 2005).[9]
- Retrat de Joan F. Mira (AELC, 2008)
- Una biblioteca en el desert (Bromera, 2009).